# Götene distrikt
Götene distrikt är ett distrikt i Götene kommun och Västra Götalands län. 
Distriktet ligger i och omkring Götene. 

## Tidigare administrativ tillhörighet
Distriktet inrättades 2016 och utgörs av en del av området som Götene köping omfattade till 1971, delen som före 1952 utgjorde Götene socken.
Området motsvarar den omfattning Götene församling hade vid årsskiftet 1999/2000.